# Mario Watler
Mario Watler (8 ottobre 1978) è un ex calciatore britannico delle Isole Cayman, di ruolo centrocampista.

## Carriera

### Club
Ha giocato nella massima serie del campionato delle Isole Cayman con gli Scholars International.

### Nazionale
Ha esordito in Nazionale nel 2000.